# Núria Espertová
Núria Espert i Romero (* 11. června 1935 L'Hospitalet de Llobregat) je španělská herečka a režisérka.
Divadlu se začala věnovat jako šestnáctiletá studentka. Proslavila ji role Médey, kterou od roku 1954 hrála v amfiteátru Teatre Grec. Působila také v barcelonském divadle Teatre Romea a na madridských scénách Teatro Recoletos a Teatro de La Abadía, spolupracovala s režiséry Josém Tamayem a Josém Luisem Gómezem.
V roce 1959 založila vlastní divadelní společnost. Výrazné role ztvárnila v hrách Julius Caesar, Bouře a Král Lear Williama Shakespaeara, Život je sen Calderóna de la Barca, Smutek sluší Elektře Eugene O'Neilla, Racek Antona Pavloviče Čechova, Salomé Oscara Wildea, Služky Jeana Geneta, Kdo se bojí Virginie Woolfové? Edwarda Albeeho a Play Strindberg Friedricha Dürrenmatta. Od roku 1971 excelovala v titulní roli hry Federica Garcíi Lorcy Yerma, inscenované Víctorem Garcíou, která měla více než dva tisíce repríz ve Španělsku i zahraničí. Další Lorcova hra Dům Doni Bernardy se v roce 1986 stala jejím režisérským debutem. Poté produkovala a režírovala představení oper Madam Butterfly, La traviata, Elektra a Carmen. Hrála ve filmech V pět hodin odpoledne, Ať žije smrt! a Život v Barceloně, v životopisném televizním seriálu Lorca, smrt básníka ztvárnila postavu herečky Margaritu Xirguové.
Získala cenu časopisu Fotogramas, Národní divadelní cenu a Premios Butaca, Universidad Complutense de Madrid jí udělila čestný doktorát. Věnovala se rovněž dabingu a recitaci poezie, vydala desku, na níž zpívá songy Bertolta Brechta. Učila na škole Teatro Escuela Central a vydala knihu vzpomínek De Aire y Fuego. Angažuje se také v politickém dění, patřila k opozici proti frankismu a podporuje Španělskou socialistickou dělnickou stranu.
Působila ve vedení organizace Centro Dramático Nacional. V roce 2016 jí byla udělena Cena kněžny asturské v oboru umění. Ve městě Fuenlabrada je po ní pojmenováno divadlo Sala Municipal de Teatro Núria Espert.
Jejím manželem byl herec Armando Moreno (1925–1994).